# Christoph Waltz
Christoph Waltz (sinh ngày 4 tháng 10 năm 1956) là một diễn viên điện ảnh, diễn viên phim truyền hình, diễn viên lồng tiếng và nghệ sĩ kịch nói người Áo được biết đến phần nhiều nhờ vai diễn giành giải Oscar Hans Landa trong phim Inglourious Basterds và bác sĩ King Schultz trong Django Unchained. Ông cũng có đồng thời quốc tịch Đức. Trong sự nghiệp của mình, Christoph Waltz đã thắng giải BAFTA, hai giải Quả Cầu Vàng cho Inglourious Basterds và Django Unchained, một giải Screen Actors Guild Award và hai Giải Oscar cho nam diễn viên phụ xuất sắc nhất trong phim Inglourious Basterds và Django Unchained.

## Tiểu sử
Christoph Waltz sinh tại Vienna, Áo, bố ông là Johannes Waltz người Đức và mẹ là Elisabeth Urbancic người Áo. Ông ngoại của ông, Rudolf von Urban (ban đầu là Rudolf von Urbantschitsch), là một bác sĩ tâm thần và tâm lý học đã viết cuốn sách (Rider & Co 1952). Bà ngoại của ông là nữ diễn viên Maria Mayen, và ông nội của ông là diễn viên Emmerich Reimers. Ông bà cố của Waltz cũng làm việc trong nhà hát.

## Đời tư

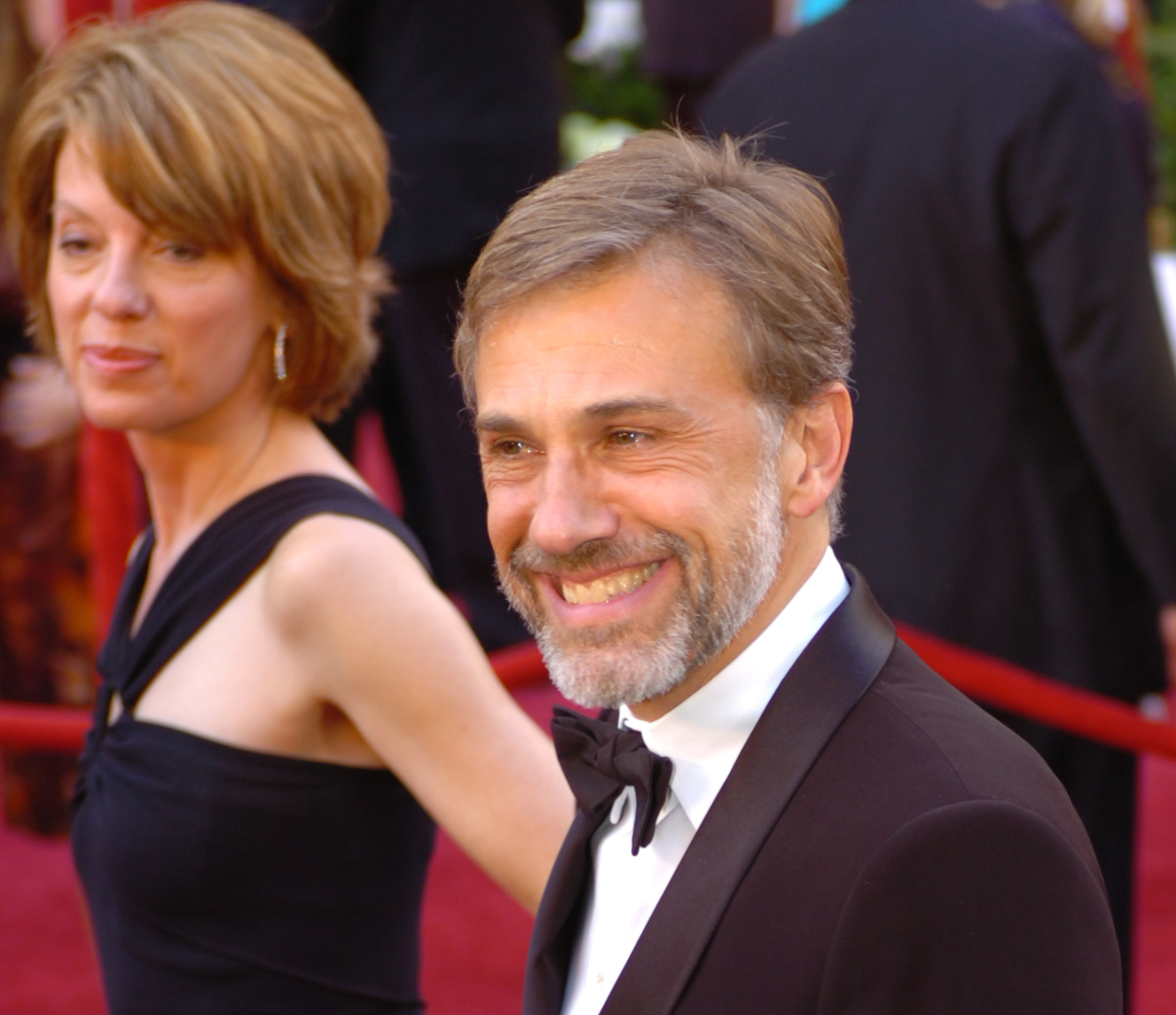
Waltz và vợ năm 2010

Waltz nói thông thạo tiếng Đức, tiếng Pháp và tiếng Anh. Ông sử dụng cả ba thứ tiếng trong cả hai phim Inglourious Basterds và Django Unchained. Dù nhân vật Landa cũng có nói tiếng Ý trong phim, ông đã khẳng định trên Adam Carolla Podcast ông không nói tiếng Ý ngoài đời.
Ông có ba người con hiện đã trưởng thành từ mối quan hệ trước, và đang nuôi một con gái nhỏ với người vợ sau, nhà thiết kế Judith Holste. Một trong những người con trai của ông là một Người Do Thái Chính thống học tại một Yeshiva tại Israel (người vợ đầu tiên của Waltz là người Do Thái).

## Sự nghiệp
Waltz học diễn xuất tại Max Reinhardt Seminar ở Vienna và cũng học tại Lee Strasberg Theatre and Film Institute ở New York. Ông bắt đầu với vai trò một diễn viên sân khấu, biểu diễn tại các nơi như Schauspielhaus Zürich ở Zurich, Vienna Burgtheater, hội chợ Salzburg. Ông tích cực tham gia đóng phim truyền hình. Năm 2000, ông lần đầu làm đạo diễn với bộ phim truyền hình bằng tiếng Đức "Wenn man sich traut. 
Trong bộ phim Inglourious Basterds (2009) của Quentin Tarantino, Waltz đóng vai SS-Standartenführer Hans Landa, còn có biệt danh là "Thợ săn người Do Thái", vốn rất thông minh, lịch sự và biết nhiều thứ tiếng, nhưng tư hữu, xảo quyệt, và có gan giết người. Nhân vật Landa vì vậy mà khiến đạo diễn Tarantino lo sợ rằng "không sao diễn nổi". Với vai diễn trên, Waltz đã thắng giải Nam diễn viên xuất sắc nhất tại Liên hoan phim Cannes năm 2009, Nam diễn viên phụ xuất sắc nhất từ hội phê bình phim New York, hội phê bình phim Boston, hiệp hội phê bình phim Los Angeles, Quả Cầu Vàng lần thứ 67 cho Nam diễn viên phụ xuất sắc nhất, Screen Actors Guild Awards lần 16 và nhiều lời ca ngợi từ phía phê bình lẫn công chúng. Ngay năm sau ông thắng Giải Oscar cho Nam diễn viên phụ xuất sắc nhất và giải BAFTA cho cùng vai diễn.
Tính tới 2012 thì ông là diễn viên duy nhất đoạt giải Oscar cho các vai diễn trong phim của Tarantino. Đạo diễn Tarantino khẳng định tầm quan trọng của Waltz trong phim của ông: "I think that Landa is one of the best characters I've ever written and ever will write, and Christoph played it to a tee… It's true that if I couldn't have found someone as good as Christoph I might not have made Inglourious Basterds". (tạm dịch: Landa là vai diễn tuyệt nhất tôi từng và sẽ viết. Christoph đã thể hiện vai diễn một cách hoàn hảo. Tôi đã không thể thực hiện được Inglourious Basterds nếu không có ông ấy)
Waltz cũng đóng vai Benjamin Chudnofsky trong Ong bắp cày xanh (2011) và Water for Elephants cùng với Robert Pattinson và Reese Witherspoon. Ông còn tham gia đóng phim Carnage của Roman Polanski cùng với Jodie Foster, John C. Reilly và Kate Winslet.
Ông đóng vai kẻ săn tiền thưởng Dr. King Schultz, với Jamie Foxx, trong Django Unchained, vai diễn này mang về cho ông thêm một giải Quả Cầu Vàng và một giải Oscar. Trong một tai nạn khi tập luyện trước khi quay phim, Waltz bị chấn thương xương chậu. Waltz là một trong ba người duy nhất thắng hai giải Oscar Nam diễn viên phụ xuất sắc nhất dưới cùng một sự chỉ đạo của một đạo diễn (Walter Brennan và Dianne Wiest là hai người còn lại).
Waltz được chọn vào vai thủ lĩnh người Soviet Mikhail Gorbachev, trong phim Reykjavik, dựa trên Hòa đàm 1986 giữa Hoa Kỳ và Liên Xô. Tháng 4 năm 2013, ông được chọn vào ban giám khảo chính của liên hoan phim Cannes 2013. Cuối 2013, ông đạo diễn vở Der Rosenkavalier tại Vlaamse Opera ở Antwerp, Bỉ. Năm 2014, ông được chọn vào ban giám khảo Liên hoan phim quốc tế Berlin lần thứ 64. Waltz tham gia vai chính phim Big Eyes của Tim Burton , công chiếu mùa Gíang Sinh năm 2014, và là đối thủ của Điệp viên 007 trong phần phim thứ 24.

## Sự nghiệp diễn xuất

### Điện ảnh
| Năm  | Tên phim                         | Vai diễn | Ghi chú |
| ---- | -------------------------------- | -------- | ------- |
| 2022 | Pinocchio của Guillermo del Toro | The Fox  |         |